# Nabil Mohamed Ahmed
Nabil Mohamed Ahmed est un homme politique djiboutien né en 1961 à Djibouti (ville). Il est ministre de l’Enseignement supérieur et de la Recherche de Djibouti depuis la création de ce portefeuille en 2011. À partir de 2020, il est mis à la tête du programme spatial du pays.

## Biographie
Nabil Mohamed Ahmed naît en 1961 dans la capitale, Djibouti. Il effectue des études scientifiques, décrochant un doctorat en biologie et physiologie végétales.
Au cours de sa carrière de chercheur, il intervient en tant qu'expert dans plusieurs études de l’ONU portant sur la protection de l’environnement et la biodiversité.
Il fait son entrée au sein du gouvernement de Dileita Mohamed Dileita le 15 mai 2011, lorsqu'il est nommé ministre de l’Enseignement supérieur et de la Recherche, un poste nouvellement créé et qu'il est donc le premier à occuper,. Il est reconduit dans le gouvernement d'Abdoulkader Kamil Mohamed. 
À ce poste, il est mis à la tête du programme spatial du pays à partir de 2020, visant à mettre en orbite deux nano-satellites entièrement conçus par des scientifiques djiboutiens : Djibouti-1A et Djibouti-1B. Construits en partenariat avec le Centre spatial universitaire Montpellier-Nîmes (France), ces derniers sont lancés respectivement en novembre 2023 et décembre 2024, et collectent des données environnementales, notamment climatiques,. Le ministre annonce également le projet de construire une base de lancement à Djibouti, souhaitant profiter de la proximité du pays avec l'Équateur, ce qui serait une première sur le continent africain.

## Distinctions
- 2008 : Officier de l'Ordre du 27 Juin[2]
- 2018 : Commandeur de l'Ordre du 27 Juin[2]
- 2019 : Commandeur dans l'Ordre des Palmes académiques[9]